# 北海道道916号湯内内園線
北海道道916号湯内内園線（ほっかいどうどう916ごう ゆないうちぞのせん）は、北海道深川市内を結ぶ一般道道（北海道道）である。

## 概要

### 路線データ
- 起点：北海道深川市中湯内（北海道道98号旭川多度志線交点）
- 終点：北海道深川市内園（国道12号交点）
- 路線延長：9.7km（総延長）

## 歴史
- 1976年（昭和51年）8月31日 路線認定[1]。

この路線の前身は、1954年（昭和29年）3月30日に認定された道道64号（当時）多度志納内停車場線と、1957年（昭和32年）7月25日に認定された道道205号（当時）納内停車場内大部線のそれぞれ一部区間である。両路線は廃止され、湯内内園線にまとめられた。

## 地理

### 通過する自治体
- 空知総合振興局
  - 深川市

### 交差する道路
深川市
- 北海道道98号旭川多度志線 - 中湯内（起点）
- 北海道道57号旭川深川線 - 納内
- 国道12号 - 内園（終点）

### 沿線にある施設など
深川市
- JR北海道 函館本線 納内駅 - 納内町字納内
- きたそらち農業協同組合納内支所 - 納内町北6-78
- クラーク記念国際高等学校 - 納内町3丁目2-40
- 納内郵便局 - 納内町3丁目2-35
- 北空知信用金庫納内支店 - 納内町3丁目2-17
- 深川市立納内小学校 - 納内町2丁目13-11